# Real colombiano
El real colombiano fue la moneda de Colombia desde 1820 hasta 1837. No existieron subdivisiones del real hasta después de que este dejó de ser la principal unidad de la moneda colombiana. Sin embargo, 8 reales = 1 peso y 16 reales = 1 escudo. 

## Historia
Hasta 1820, Colombia utilizó el real colonial español, algunos de los cuales se acuñaron en Bogotá y Popayán. Después de 1830, se hicieron las emisiones específicamente para Colombia, en virtud de los diversos nombres que utiliza el estado. En 1837, el peso, con un valor de 18 reales, se convirtió en la principal unidad de la moneda. El real continuó circulando sobre la sexta  parte de un peso hasta 1857, cuando un nuevo valor real se introdujo con un valor de una décima parte de un peso y se subdividió en 20 décimos de real. Este nuevo real cambió su nombre por el Décimo en 1863, aunque las monedas denominadas en reales fueron emitidas de nuevo en 1859-1862 y 1888.

## Monedas de 1819 hasta 1823
Durante la época colonial española, monedas de plata de ¼, ½, 1, 2, 4, 6 y 8 reales y monedas de oro de 1, 2, 4, 6 y 8 escudos fueron acuñadas en Bogotá y Popayán, la última de las cuales se produjeron en 1830. Durante la guerra de independencia, las emisiones regionales fueron realizadas por realistas en Popayán y Santa Marta, y los independentistas en Cartagena y Cundinamarca. Popayán emitió monedas de cobre de ½, 1, 2, 4, 6 y 8 reales, Santa Marta expidió monedas de cobre de ¼ y ½ , 1 reales y de 2 reales de plata, Cartagena emitió monedas de cobre de ½ y 2, 4, y 8 reales, y Cundinamarca emitió monedas de plata de 1 y 2 reales. Cundinamarca emitió monedas de plata de ½, 1, 2, 4, 6 y 8 reales entre 1820 y 1833. 
Las Provincias Unidas de Nueva Granada expidió monedas de plata de ½, 1, 2 y 8 reales entre 1819 y 1822. Estos fueron seguidos por las monedas de la República de Colombia, hechas de plata y con valores de ¼, ½, 1 y 8 reales, y de oro, de 1 peso, 1, 2, 4 y 8 escudos.

## Billetes de 1819
Alrededor de 1820, fueron emitidos por el gobierno billetes en denominaciones de ½, 1, 2 y 4 reales, también denominaciones como 6 ¼, 12 ½, 25 y 50 centavos. Estos fueron seguidos, en algún momento en la década de 1820, por notas de 1, 2, 3 y 5 pesos.